# Hradečná
Hradečná (historyczna nazwa niem. Gritz Berg) – szczyt (góra) o wysokości 1057 m n.p.m. (podawana jest też wysokość 1056 m n.p.m.  lub 1056,6 m n.p.m. ) w paśmie górskim Wysokiego Jesionika (cz. Hrubý Jeseník), w północno-wschodnich Czechach, w Sudetach Wschodnich, na Śląsku, w obrębie gminy Malá Morávka, oddalony o około 4,6 km na południowy wschód od szczytu góry Pradziad (cz. Praděd). Rozległość góry (powierzchnia stoków) szacowana jest na około 2,3 km², a średnie nachylenie wszystkich stoków wynosi około 11°.

## Charakterystyka

### Lokalizacja
Góra Hradečná położona jest nieco na wschód od centrum całego pasma Wysokiego Jesionika, leżąca w części Wysokiego Jesionika, we wschodnim obszarze (mikroregionu) o nazwie Masyw Pradziada (cz. Pradědská hornatina), na bocznym odgałęzieniu głównego grzbietu (grzebieniu) Masywu Pradziada, a jednocześnie leżąca przy granicy z kolejnym mikroregionem Wysokiego Jesionika o nazwie Masyw Orlíka (cz. Medvědská hornatina). Ma kopulasty kształt części szczytowej, który z perspektywy lotniczej wygląda jak „guz” leżący na przedłużeniu stoku góry Vysoká hole, ciągnącym się do pobliskiej przełęczy Hvězda. Jest górą położoną przy miejscowości uzdrowiskowej Karlova Studánka , przy węźle szlaków turystycznych wychodzących z przełęczy Hvězda. Jest górą dobrze rozpoznawalną, widoczną z miejscowości Karlova Studánka. Przez jej stok przebiega pierwszy odcinek o długości około 1,4 km, wąskiej, bardzo popularnej asfaltowej drogi o nazwie tzw. (cz. Ovčárenská silnice), prowadzącej z przełęczy Hvězda na górę Pradziad, na której – w związku z jej szerokością – odbywa się ruch wahadłowy, sterowany podnoszonym szlabanem i sygnalizacją świetlną. Ponadto przez jej stoki przebiegają drogi nr 450 Bělá pod Pradědem – Bruntál i nr 445 Rýmařov – Zlaté Hory. Jest górą niewidoczną m.in. z drogi okalającej połać szczytową góry Pradziad, bo jest przysłonięta stokiem góry Vysoká hole czy też z innego charakterystycznego punktu widokowego – z drogi okalającej szczyt góry Dlouhé stráně, również niewidoczna, bo jest przysłonięta górą Petrovy kameny.
Górę ograniczają: od zachodu przełęcz o wysokości 1018 m n.p.m. w kierunku szczytu Vysoká hole, od północnego wschodu dolina potoku Biała Opawa (cz. Údolí Bilé Opavy), od wschodu przełęcz Hvězda oraz od południowego wschodu przełęcz o wysokości 830 m n.p.m. w kierunku szczytu U pecí. W otoczeniu góry znajdują się następujące szczyty: od zachodu Petrovy kameny, od północnego zachodu Praděd–V i Ostrý vrch, od północy Lyra–J, od północnego wschodu Skalnatý vrch, od wschodu Hřeben–Z, od południowego wschodu: Prostřední skála, Prostřední skála–JZ, U pecí i Javorový vrch (2)–JV oraz od południowego zachodu Kopřivná, Kopřivná–SZ, Temná i Vysoká hole.

### Stoki

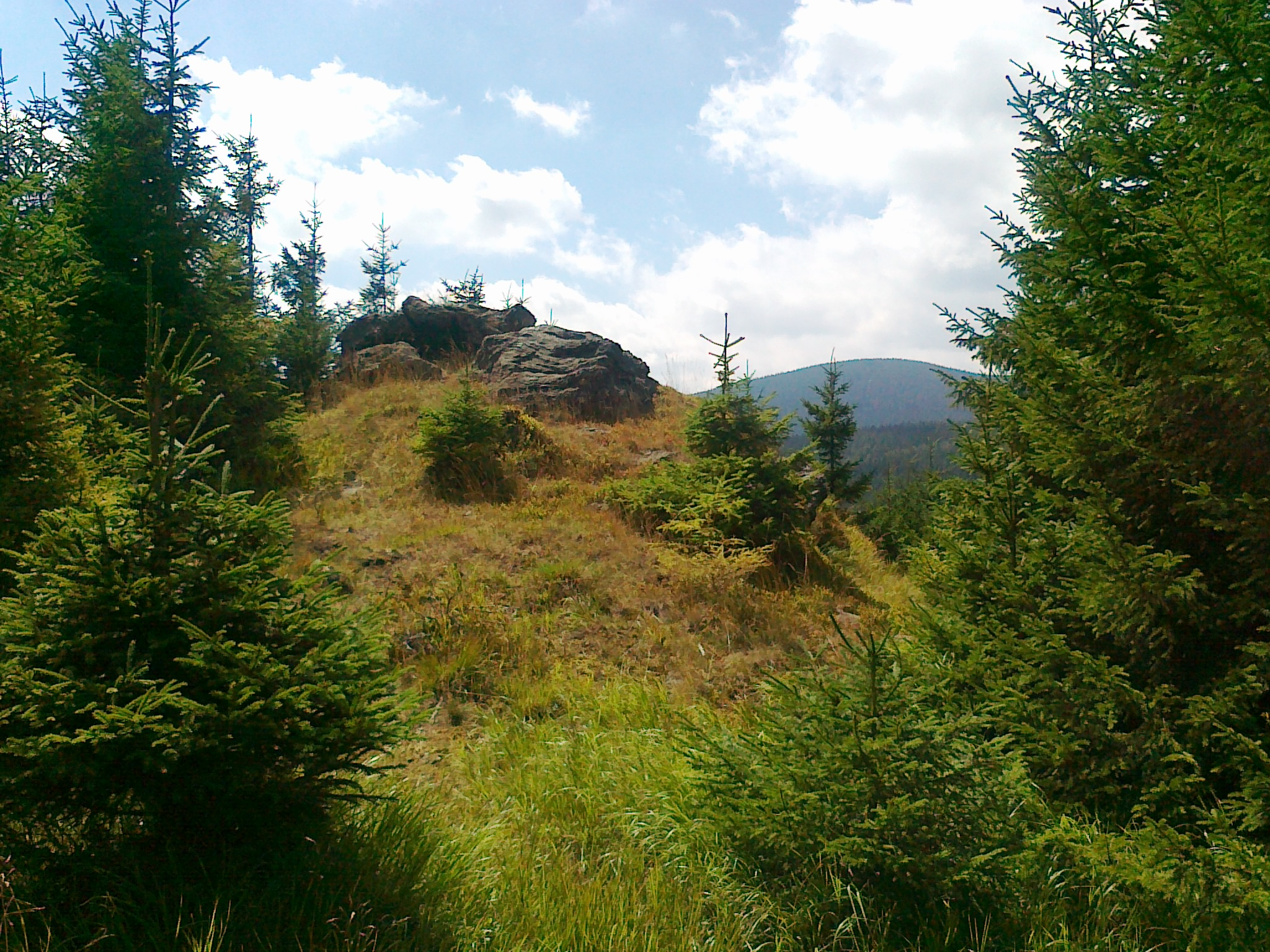
Widok na skalisko blisko szczytu góry Hradečná (odległość ok. 50 m) oraz górę Temná (2014 rok)

W obrębie góry można wyróżnić pięć następujących zasadniczych stoków:
- zachodni
- północno-wschodni
- wschodni o nazwie U Hvězdy
- południowo-wschodni
- południowy

Występują tu wszystkie typy zalesienia: bór świerkowy, las mieszany oraz las liściasty, przy czym zdecydowanie dominuje zalesienie gęstym borem świerkowym. Na stokach: północno-wschodnim i południowo-wschodnim poza borem świerkowym występują obszary pokryte lasem mieszanym, a na stoku północno-wschodnim wraz z obniżaniem wysokości pojawiają się nawet obszary pokryte lasem liściastym. Ponadto u podnóża stoku północno-wschodniego, przy zabudowaniach miejscowości Karlova Studánka występują również łąki. Stoki charakteryzują się w miarę równomiernym i stabilnym zalesieniem z przecinkami, nielicznymi polanami oraz znacznym kilkusetmetrowym, trójkątnym ogołoceniem na stoku wschodnim, na wysokości około 900 m n.p.m., niedaleko przełęczy Hvězda. U podnóży stoków północno-wschodniego i wschodniego przebiega napowietrzna linia przesyłowa prądu o napięciu 22 kV. Na południowy zachód od szczytu (stok zachodni), w odległości około 50 m położone jest samotne skalisko, będące punktem widokowym. Roztaczają się z niego perspektywy m.in. w kierunku szczytu Temná i stoku góry Vysoká hole z występującym tzw. Kamiennym morzem o nazwie Suť. Nieco niżej na tym stoku w odległości około 250 m i 260 m od szczytu położone są jeszcze dwa inne skaliska. Ponadto na stoku południowym i południowo-wschodnim występują obszary głazowisk. Na stokach brak jest grup skalnych.
Stoki mają stosunkowo jednolite, na ogół łagodne i zróżnicowane nachylenia. Średnie nachylenie stoków waha się bowiem od 7° (stok zachodni) do 14° (stok północno-wschodni). Średnie nachylenie wszystkich stoków góry (średnia ważona nachyleń stoków) wynosi około 11°. Maksymalne średnie nachylenie stoku północno-wschodniego na wysokościach około 970 m n.p.m., blisko biegnącej drogi Ovčárenská silnice na odcinku 50 m nie przekracza 30°. Stoki pokryte są siecią dróg (m.in. Kapitánská cesta czy Ovčárenská silnice) oraz na ogół nieoznakowanych ścieżek i duktów. Przemierzając je zaleca się korzystanie ze szczegółowych map, z uwagi na zawiłości ich przebiegu, zalesienie oraz zorientowanie w terenie.

### Szczyt

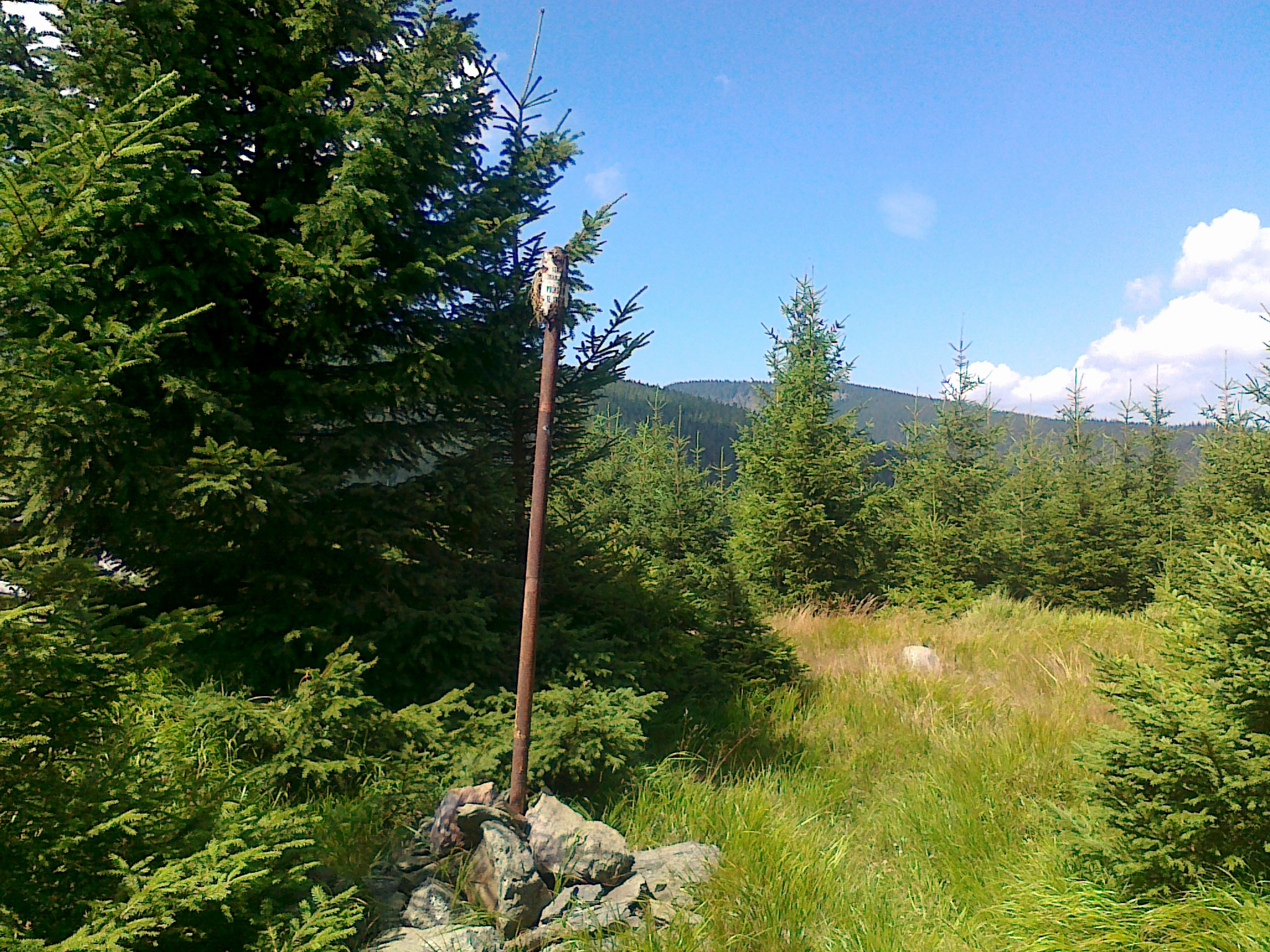
Punkt geodezyjny na szczycie góry Hradečná, w dali widoczna góra Ostrý vrch (2014 rok)

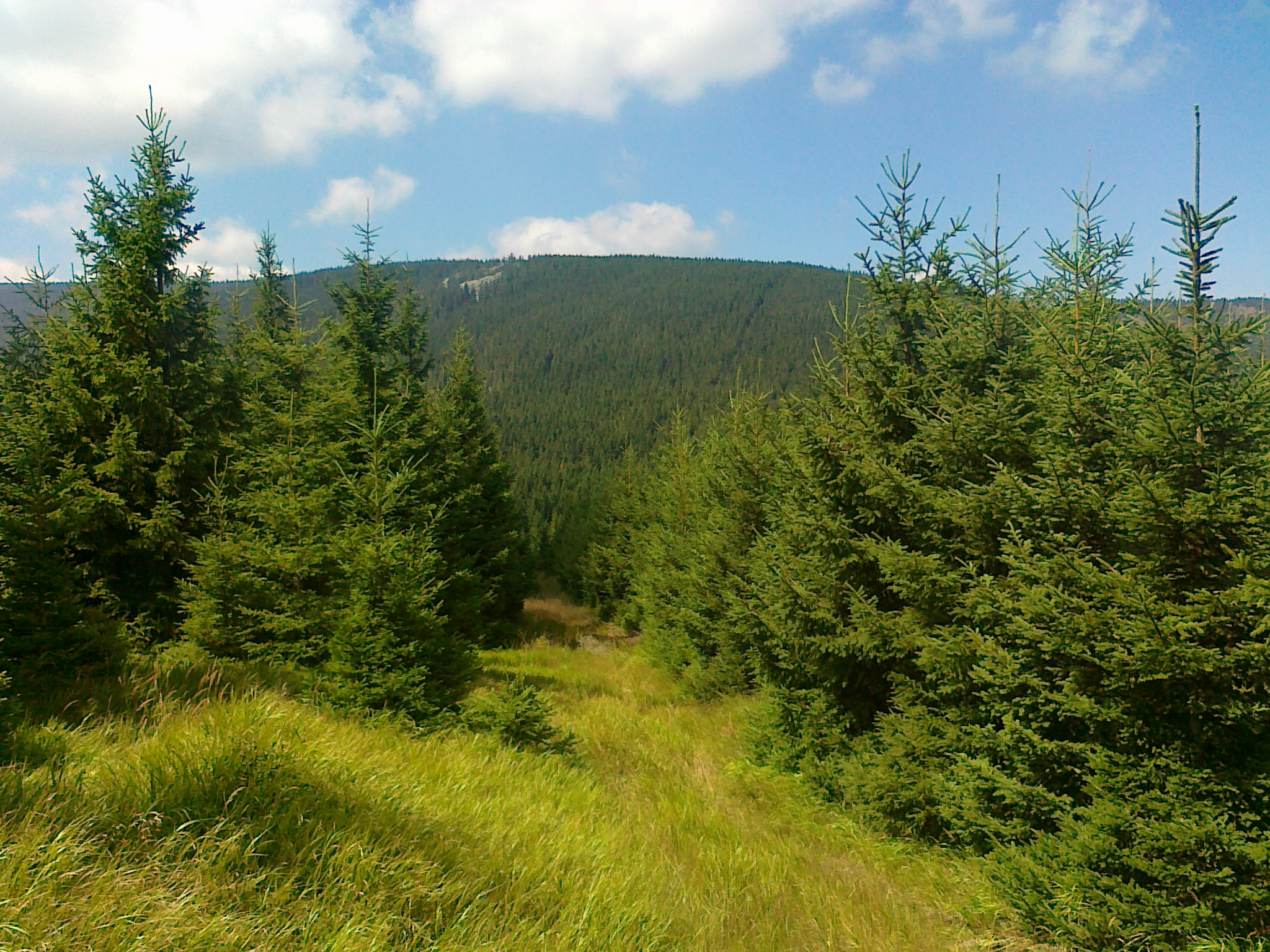
Widok ze szczytu góry Hradečná na stok góry Vysoká hole z tzw. Kamiennym morzem (Suť) (2014 rok)

Na szczyt nie prowadzi żaden szlak turystyczny. Hradečná jest górą o pojedynczym szczycie. Przez połać szczytową przechodzi ścieżka główna, biegnąca niemalże w linii prostej od przełęczy Hvězda do przełęczy w kierunku szczytu Vysoká hole. Na połaci szczytowej znajduje się niewielka polana, wśród zalesienia borem świerkowym, pokryta trawą wysokogórską. Z uwagi na zalesienie jest ona ograniczonym punktem widokowym. Znajdują się na niej pozostałości funkcjonującej niegdyś altanki widokowej w postaci belek i zadaszenia. Na połaci szczytowej znajduje się punkt geodezyjny, oznaczony na mapach geodezyjnych numerem (30.), o wysokości 1056,56 m n.p.m. oraz współrzędnych geograficznych (50°04′07,17″N 17°17′25,85″E/50,068658 17,290514), z widocznym koło niego stalowym słupkiem, ostrzegającym przed jego zniszczeniem z tabliczką, z napisem Státní triangulace Poškození se trestá, oddalony o około 4 m na południowy wschód od szczytu. Państwowy urząd geodezyjny o nazwie (cz. Český úřad zeměměřický a katastrální (CÚZK)) w Pradze podaje jako najwyższy punkt góry – szczyt – o wysokości 1056,8 m n.p.m. i współrzędnych geograficznych (50°04′07,2″N 17°17′25,7″E/50,068667 17,290472).  
Dojście do szczytu możliwe jest dwoma sposobami: pierwszy – leśną, prosto biegnącą, około 1 km długości ścieżką rozpoczynającą się za budką (portiernią) przy szlabanie u drogi Ovčárenská silnice, na przełęczy Hvězda oraz drugi z drogi Ovčárenská silnice, od której po przebyciu odcinka około 1,5 km z przełęczy Hvězda, biegnie w lewo za szlabanem inna asfaltowa droga o nazwie (cz. Půlnoční cesta), którą należy przebyć odcinek o długości około 360 m, po czym należy skręcić w lewo w nieoznakowaną ścieżkę, dochodząc po przebyciu około 380 m do połaci szczytowej.

### Geologia
Pod względem geologicznym masyw góry Hradečná należy do jednostki określanej jako warstwy vrbneńskie i zbudowany jest ze skał metamorficznych, głównie: fyllitów (biotytów, muskowitów, chlorytów), łupków łyszczykowych (grafitów), łupków zieleńcowych oraz skał magmowych, głównie meta-diabazów. Kształt góry oraz obecność diabazów sugerują jej wulkaniczne pochodzenie.

### Wody
Grzbiet główny (grzebień) góry Pradziad, biegnący od przełęczy Skřítek do przełęczy Červenohorské sedlo oraz dalej do przełęczy Ramzovskiej (cz. Ramzovské sedlo) jest częścią granicy Wielkiego Europejskiego Działu Wodnego, dzielącej zlewiska Morza Bałtyckiego i Morza Czarnego .
Szczyt wraz ze stokami góry Hradečná położony jest na wschód od tej granicy, należy więc do zlewni Morza Bałtyckiego, do którego płyną wody m.in. z dorzecza rzeki Odry, będącej przedłużeniem płynących z tej części Wysokiego Jesionika górskich potoków (m.in. płynących w pobliżu góry potoków o nazwie Biała Opawa czy Bělokamenný potok). Ze stoków północno-wschodniego i południowego bierze swój początek kilka krótkich, nienazwanych potoków będących dopływami wspomnianych wcześniej potoków Biała Opawa i Bělokamenný potok. W odległości około 770 m na północny wschód od szczytu (stok północno-wschodni), na wysokości 831 m n.p.m. przy drodze nr 450 występuje źródło oznaczone jako (cz. Studánka bez jména). Ponadto u podnóża stoku północno-wschodniego, w miejscowości Karlova Studánka, nieopodal przebiegającej drogi nr 445 znajdują się dwie fontanny. Z uwagi na stosunkowo łagodne nachylenia stoków, w obrębie góry nie występują m.in. wodospady czy kaskady.

## Ochrona przyrody
Cała góra znajduje się w obrębie wydzielonego obszaru objętego ochroną o nazwie Obszar Chronionego Krajobrazu Jesioniki (cz. Chráněná krajinná oblast (CHKO) Jeseníky), a utworzonego w celu ochrony utworów skalnych, ziemnych i roślinnych oraz rzadkich gatunków zwierząt. Na stokach nie utworzono żadnych rezerwatów przyrody lub innych obiektów nazwanych pomnikami przyrody.
U podnóża stoku północno-wschodniego ma swój początek ścieżka dydaktyczna (cz. NS Bílá Opava) o długości około 5,5 km, przebiegająca na trasie o przewyższeniu 550 m: 
 Karlova Studánka (Hubert) – góra Hradečná – dolina potoku Biała Opawa – góra Ostrý vrch – Praded–V – góra Pradziad – schronisko Barborka – U Barborky (z 6 stanowiskami obserwacyjnymi)

### Drzewa pamiątkowe

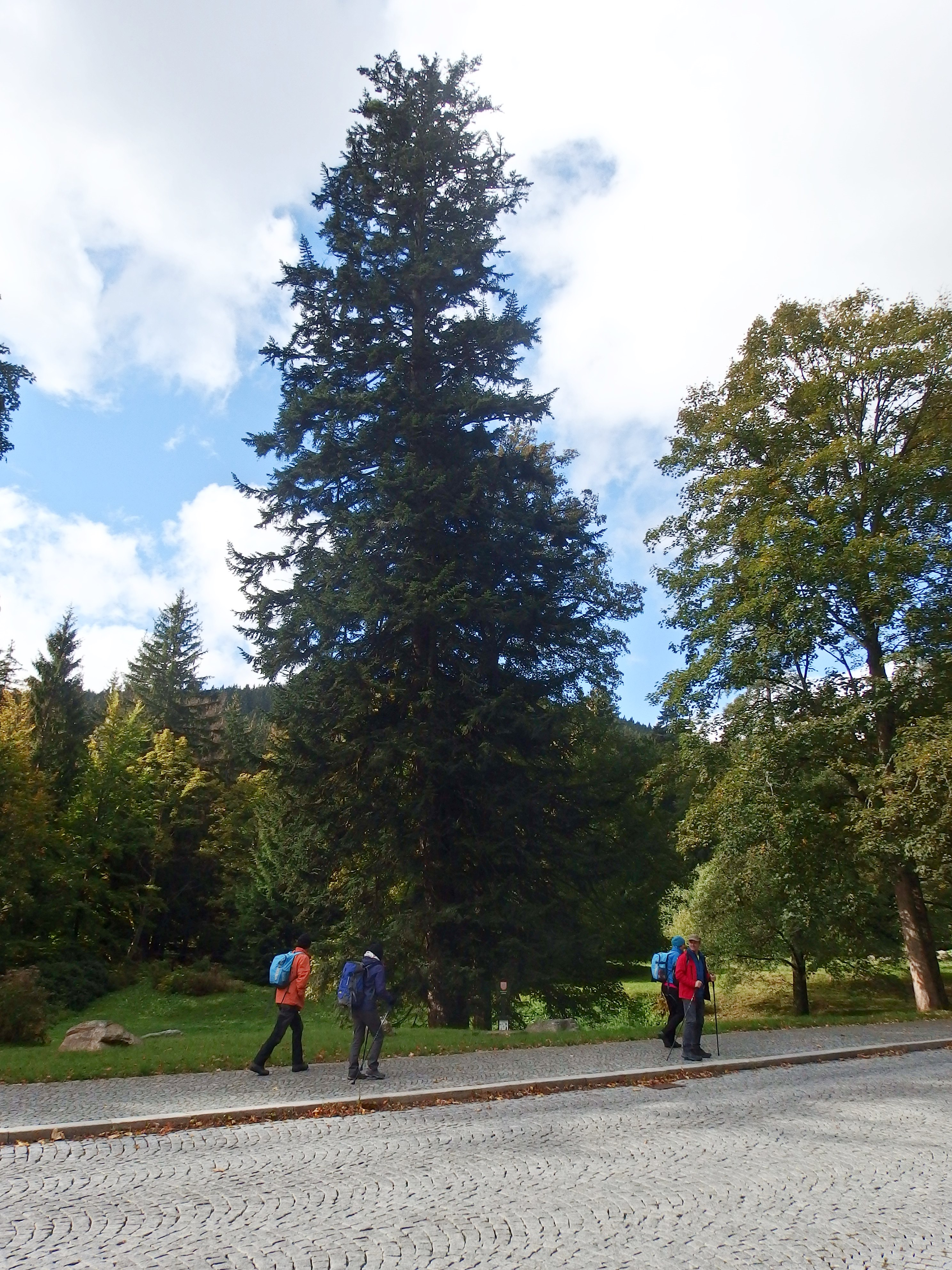
Drzewo pamiątkowe jodła pospolita (lázeňský park nad Pitným pavilonem w miejscowości Karlova Studánka) (2018 rok)

U podnóża stoku północno-wschodniego, w miejscowości Karlova Studánka znajdują się cztery stare drzewa uznane za pamiątkowe.
| Drzewa pamiątkowe na stoku góry Hradečná |                                       |                                                          |             |            |               |
| Lp.                                      | Drzewo                                | Lokalizacja                                              | Rok uznania | Wysokość m | Obwód pnia cm |
| 1                                        | Buk zwyczajny                         | przy skrzyżowaniu dróg nr 450 i 445 (pod Hubertovem)     | 2000        | 27         | 505           |
| 2                                        | Jodła pospolita                       | blisko drogi nr 445 (lázeňský park nad Pitným pavilonem) | 2001        | 41         | 412           |
| 3                                        | Lipa szerokolistna, Lipa drobnolistna | blisko skrzyżowania dróg nr 450 i 445 (u Hubertusu)      | 2000        |            |               |

## Turystyka

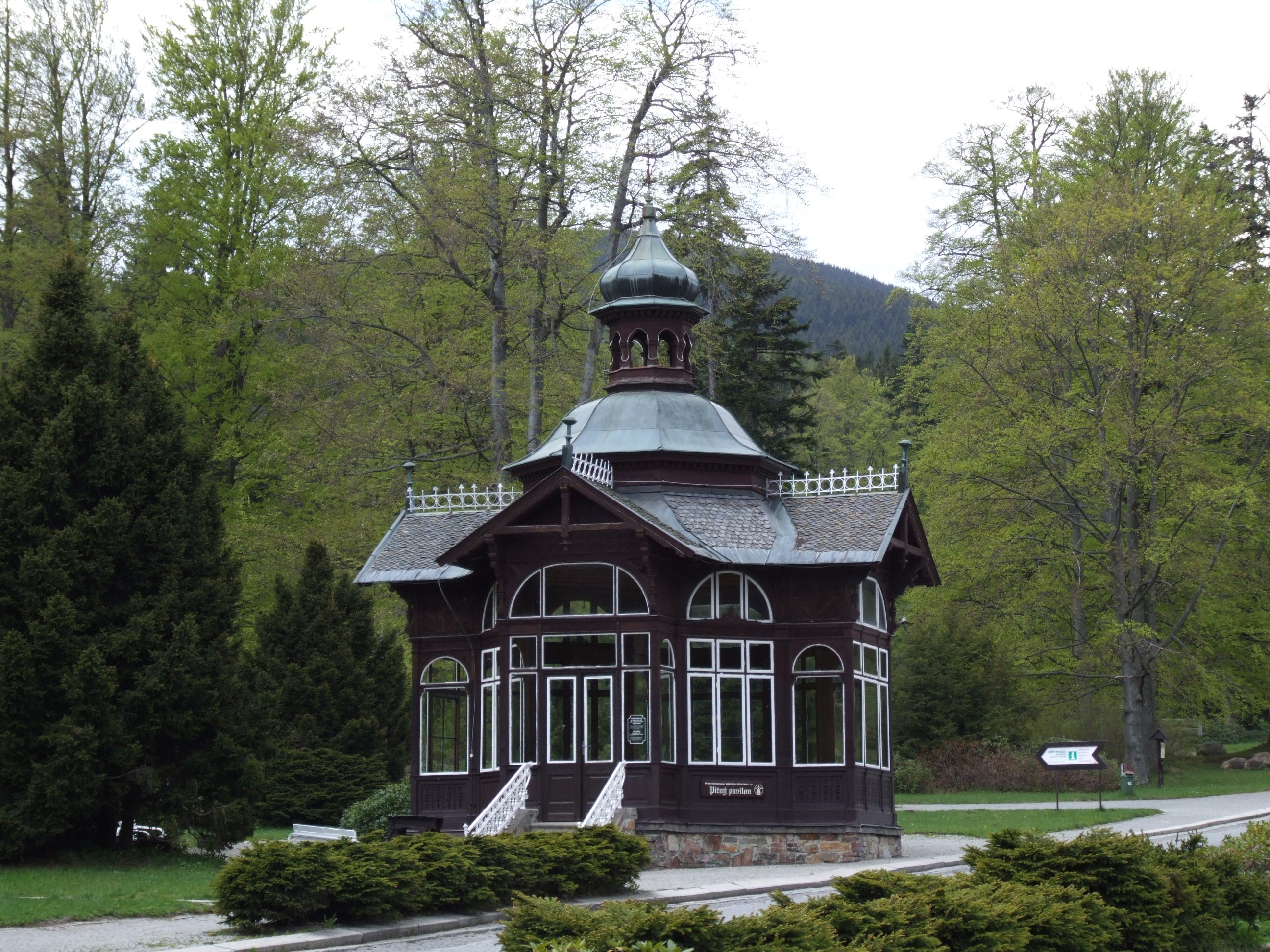
Widok na Pitný pavilon w miejscowości Karlova Studánka oraz górę Hradečná (2008 rok)

U podnóża stoku północno-wschodniego góry, w odległości około 900 m od szczytu położona jest miejscowość turystyczna Karlova Studánka . Znajdują się tam następujące hotele i pensjonaty: Hotel Džbán, Penzionek U Babičky, Penzion Na Hubertově, Penzion U Došků, Penzion u Vodopádu, Ubytování Karlova Studánka 75, Ubytování SKI i Ubytování U Rohelů. Ponadto u podnóża stoku północno-wschodniego znajdują się następujące obiekty o charakterze pielgrzymkowym i turystycznym:
- Kościół Najświętszej Marii Panny Uzdrowienia Chorych (cz. Kostel Panny Marie Uzdravení Nemocných), w stylu empire, zbudowany w latach 1838–1840 wg projektu arch. Antonína Onderky z obrazem Maryi z Dzieciątkiem w ołtarzu głównym[25][26]
- Kaplica św. Huberta (cz. Kaple sv. Huberta), drewniana, barokowa, ośmioboczna z niewielką wieżyczką, zbudowana w latach 1757–1758, poświęcona patronowi myśliwych św. Hubertowi[27][28]
- Pramen Petr, zabudowane źródło wód mineralnych[18], o głębokości 126 m, wydrążone w 1966 roku[29][30]
- Pitný pavilon, zabytkowy drewniany niewielki pawilon, zbudowany w 1862 roku ze źródłem o nazwie (cz. Vilémův pramen)[31][32]
- Hudební hala, zabytkowy drewniany pawilon muzyczno-koncertowy, zbudowany w latach 1836–1837 wg projektu arch. Antonína Onderky[33][34]
- Geologická expozice, stała ekspozycja założona w 1991 roku na wolnym powietrzu, występujących w Jesionikach (cz. Jeseníky) skał z ponad 340 eksponatami[35][36][37]

Do bazy turystycznej z hotelami górskimi i schroniskami turystycznymi w okolicy góry Pradziad jest od szczytu około 4 km w kierunku północno-zachodnim. Znajdują się tam następujące hotele górskie i schroniska:
- na wieży Pradziad: hotel Praděd oraz na stoku góry Pradziad hotel górski Kurzovní chata i schronisko Barborka
- na stoku góry Petrovy kameny hotele górskie: Ovčárna i Figura oraz schronisko Sabinka[38]

Poza tym przy przełęczy Hvězda znajduje się pensjonat o nazwie Penzion na Hvězdě, położony u podnóża stoku wschodniego.

### Szlaki turystyczne
Klub Czeskich Turystów (cz. Klub Českých Turistů) wytyczył w obrębie góry cztery szlaki turystyczne, przebiegające w niewielkim fragmencie u podnóża stoku północno-wschodniego na trasach:
 Karlova Studánka (Hubert) – góra Hradečná – przełęcz Hvězda – góra Kopřivový vrch – góra Železný vrch – Malá Morávka
 Karlova Studánka – góra Hradečná – dolina potoku Biała Opawa – góra Ostrý vrch – schronisko Barborka – przełęcz U Barborky – góra Petrovy kameny – Ovčárna – góra Vysoká hole – Velká kotlina – dolina rzeki Moravice – Karlov pod Pradědem – Malá Morávka
 Kouty nad Desnou – góra Hřbety – góra Nad Petrovkou – Kamzík – góra Velký Jezerník – przełęcz Sedlo Velký Jezerník – schronisko Švýcárna – góra Pradziad – przełęcz U Barborky – góra Petrovy kameny – Ovčárna – góra Hradečná – Karlova Studánka
 Karlova Studánka – góra Hradečná – dolina potoku Biała Opawa – góra Ostrý vrch – wodospady Białej Opawy – góra Petrovy kameny – Ovčárna – góra Vysoká hole – góra Temná – góra Kopřivná – Karlov pod Pradědem – Malá Morávka
Ponadto w obrębie góry wyznaczono dwa szlaki spacerowe:
 Karlova Studánka – przełęcz Hvězda – góra Hradečná – Karlova Studánka
 Karlova Studánka

### Szlaki rowerowe
Przez stoki góry Hradečná przebiegają trzy szlaki rowerowe na trasach:
 (nr 6029) Bruntál – Rudná pod Pradědem – Suchá Rudná – przełęcz Hvězda – góra Hradečná – Karlova Studánka – przełęcz Kóta – Vidly – Vrbno pod Pradědem
 (nr 553) Rýmařov – góra Harrachovský kopec – Dolní Moravice – Malá Morávka – góra Hradečná – przełęcz Hvězda – Karlova Studánka – Vrbno pod Pradědem – Drakov
 Hvězda – góra Hradečná – Ovčárna – góra Petrovy kameny – przełęcz U Barborky – góra Pradziad – schronisko Švýcárna – przełęcz Sedlo Velký Jezerník – góra Velký Jezerník – Kamzík – góra Výrovka – góra Velký Klínovec – Červenohorské sedlo

#### Podjazdy drogowe
Szlakami rowerowymi na stokach góry Hradečná biegnie również część czterech podjazdów drogowych chętnie pokonywanych przez rowerzystów na trasach:
| Podjazdy drogowe |                                      |            |            |                     |                      |                        |
| Lp.              | Trasa                                | Oznaczenie | Długość km | Różnica wysokości m | Średnie nachylenie % | Ilość pętlic drogowych |
| 1                | Przełęcz Hvězda – szczyt Pradziad    |            | 9,1        | 632                 | 6,9                  | 0                      |
| 2                | Przełęcz Hvězda – przełęcz Kóta      | 450        | 4,0        | 143                 | 3,6                  | 1                      |
| 3                | Rýmařov – przełęcz Hvězda            | 445        | 16,6       | 265                 | 1,6                  | 0                      |
| 4                | Vrbno pod Pradědem – przełęcz Hvězda | 445        | 8,9        | 308                 | 3,5                  | 0                      |

### Trasy narciarskie
W okresach ośnieżenia na stokach góry można skorzystać z wytyczonych trzech tras narciarstwa biegowego:
 Przełęcz Hvězda – góra Hradečná – góra Vysoká hole – góra Temná – Jelení cesta
 Przełęcz Hvězda – góra Hradečná – góra Vysoká hole – góra Temná – góra Kopřivná – Karlov pod Pradědem – Malá Morávka
 Karlova Studánka – Skalnatý vrch – góra Lyra – góra Žárový vrch – góra Plošina – góra Zámecká hora – Vrbno pod Pradědem
W obrębie góry nie poprowadzono żadnej trasy narciarstwa zjazdowego.